# Хавадакс

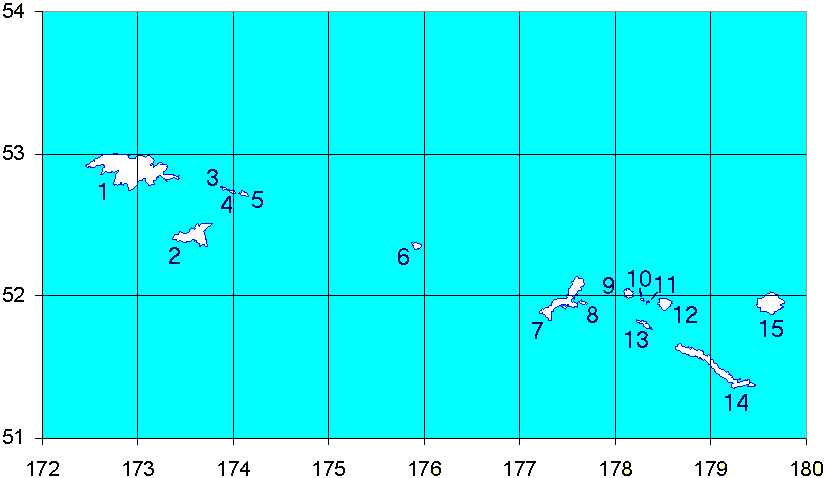
Острів Хавадакс (№ 13).

Острів Хавадакс (алеут. Hawadax; рос. Крысий ) — острів в архіпелазі Щурячих островів у західній частині Алеутських островів у штаті Аляска, США. Раніше острів був відомий як Щурячий острів до травня 2012 року, коли його перейменували на острів Хавадакс, що є алеутською назвою та означає «вхід» і «ласкаво просимо». Площа острова становить 26,7095 км² і немає постійного населення. Він знаходиться в межах національного морського заповідника дикої природи Аляски. Довжина острова складає 15 км, ширина - 5 км.
Попередня назва — це англійський переклад назви, яку островам дав капітан Федір Петрович Літке в 1827 році, коли він відвідав Алеутські острови під час навколосвітньої подорожі.
Щурячі острови дуже сейсмонебезпечні, так як вони знаходяться на межі Тихоокеанської та Північноамериканської тектонічних плит. У 1965 році на Щурячих островах стався сильний землетрус магнітудою 8,7.

## Консервація та відновлення

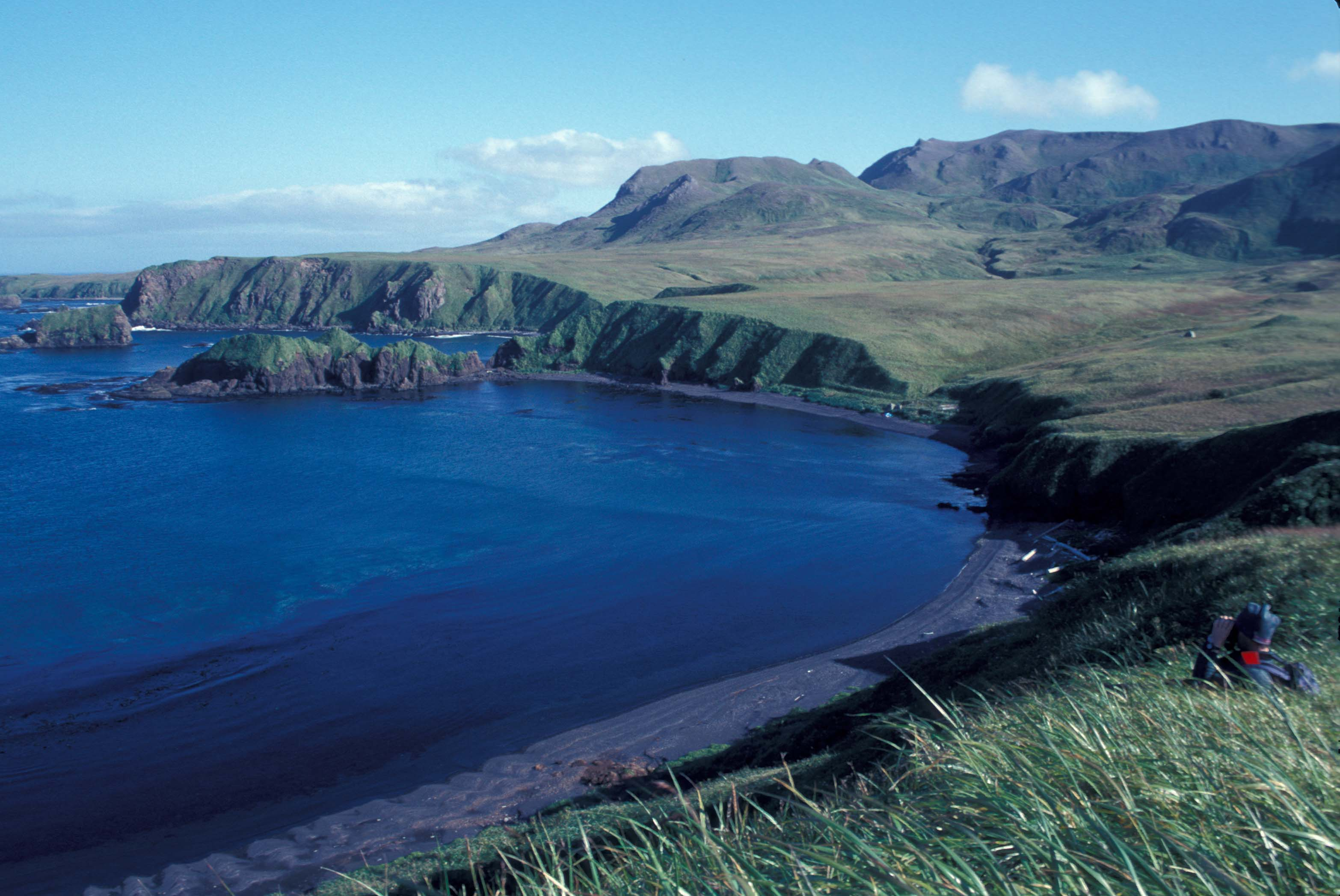
Острів Хавадакс

Острів був сильно заражений бурими щурами (Rattus norvegicus), які вважаються неприємними інвазивними видами через їх негативний вплив на популяцію наземних диких птахів.
Щури прибули на острів до 1780 року у наслідок аварію японського корабля. Відтоді щури мали руйнівний вплив на місцевих морських птахів, які не маюли природного захисту від них. Інвазивні щури також присутні на 16 інших островах Алеутського ланцюга.
У 2007 році Служба охорони рибних ресурсів і дикої природи США (FWS) розробляла плани знищення щурів. План викорінення створено за зразком успішного плану знищення песця з різних Алеутських островів, куди його навмисно завезли для розмноження. У вересні 2008 року Служба охорони рибних ресурсів і дикої природи США (FWS) у партнерстві з Island Conservation і The Nature Conservancy знищили норвезьких щурів за допомогою першого застосування приманки з повітря в штаті Аляска. Очікувалась деяка нецільова смертність, але фактична кількість перевищила прогнозовану. Орнітологічна рада повідомила, що в результаті програми знищення щурів було знищено понад 420 птахів. Сорок шість білоголових орланів загинули (що перевищило відому популяцію в 22 білоголових орлани на острові); Токсикологічний аналіз виявив летальні рівні бродіфакуму в 12 із 16 досліджених туш. З 320 зібраних трупів сірокрилих чайок токсикологічні тести показали причетність бродіфакуму до 24 з 34 протестованих. Знайдено 54 трупи ще 25 видів птахів. За винятком білоголового орлана, більшість обстежених популяцій птахів збільшилася в достатку, тому вплив на нецільові види, ймовірно, буде тимчасовим.
У червні 2009 року острів було оголошено вільним від щурів вперше за 229 років, хоча за місцевістю постійно спостерігали ще два роки для підтвердження. У звіті було встановлено, що головний підрядник, якого використовувала FWS, Island Conservation, застосував більше отруйної приманки, ніж вони мали, включно з приманкою, яку планувалося зберегти як запасну. FWS звернулася до Орнітологічної ради з проханням визначити, чи Island Conservation перевищила ліміт кількості отрути, але рада вирішила не вирішувати жодних «юридичних питань». , штат Аляска видав Повідомлення про порушення, а правоохоронні органи FWS все ще проводять розслідування. Стів Делеханті, менеджер морського національного заповідника дикої природи Аляски (до складу якого входить острів), сказав, що «це був навчальний досвід, і ми разом робили помилки». Однак він також заявив: «... якщо порахувати, це був приголомшливий успіх збереження». Результати моніторингу після ліквідації показали сильну позитивну реакцію щодо популяцій птахів і приливної зони.

## Дивитися також
- Кемпбелл, Нова Зеландія, найбільше успішне знищення щурів.

## зовнішні посилання
Оцінка навколишнього середовища проекту « Збереження острова».
- Щурячий острів: блок 1140, район перепису 1, західна переписна зона Алеутських островів, Аляска Бюро перепису США
- Проект знищення щурів на острові Щур: критична оцінка нецільової смертності. Підготовлено для Охорони островів, Охорони природи та Служби охорони рибних ресурсів і дикої природи США, Національного морського заповідника дикої природи Аляски. Підготовлено Орнітологічною радою. Остаточний звіт опубліковано в грудні 2010 року.
- Служба охорони рибних ресурсів і дикої природи США, Управління правоохоронних органів, звіт про розслідування № 2009703127R001